# No renuncies Salomé
No renuncies Salomé fue una telenovela colombiana producida por TeleColombia para Canal RCN en el año 2003, fue protagonizada por Carolina Acevedo y Marlon Moreno y con las participaciones antagónicas de Zharick León, Mauro Urquijo y Angélica Blandón. La historia y los libretos fueron obra de Ricardo Saldarriaga. De los 240 capítulos de media hora negociados con la productora Fox Telecolombia por parte del Canal RCN, finalmente se licenciaron 140, por el rotundo fracaso de la producción, siendo trasladada del horario prime time al horario de las mañanas, donde finalizó transmisiones.

## Argumento
El terremoto que destruyó al Eje Cafetero, en el centro occidente colombiano, el 25 de enero de 1999 acabó con la vida de centenares de personas y cambió el destino de muchas otras, entre ellas Salomé (Carolina Acevedo) y Carlos Alberto (Marlon Moreno), la pareja de novios que a la hora del sismo estaban a punto de casarse.
Su amor quedó bajo las ruinas de la iglesia donde el joven esperaba por la hermosa novia. En el lugar quedó sepultado por varios días, sin que nadie asumiera que un milagro lo mantenía con vida. Creyéndolo muerto Salomé decide dejar de lado su dolor y, luego de ayudar en el rescate de los sobrevivientes, viajar a la capital en busca de ayuda para su pueblo y su gente.
Con la ayuda de Wendy (Mariangélica Duque), su mejor amiga, Salomé logra contactar a personas que pueden ayudar económicamente en la reconstrucción de la zona desbastada. Así conoce a Sebastián Fernández (Mauro Urquijo), el hijo de un transportador de raíces humildes y una mujer que ambiciona hacer parte de la alta sociedad.
Simultáneamente Carlos Alberto es rescatado de los escombros y al enterarse del viaje de Salomé, califica la actitud de su novia como un abandono por lo que decide no pensar en ella y comandar las brigadas que buscan la reubicación física de las familias damnificadas. En esta campaña encuentra el apoyo de Laura (Zharick León). 
La noticia de vida del protagonista provoca el retorno de Salomé a Armenia en un momento desafortunado, pues Carlos Alberto víctima del dolor y del alcohol se ha acercado demasiado a Laura. Esto rompe con su compromiso matrimonial y provoca la separación, aunque como líderes en la reconstrucción tendrán que encontrarse frecuentemente.
Salomé traslada entonces su vida a Bogotá donde empieza a trabajar en el negocio de los padres de Sebastián, quien cada vez se siente más atraído por ella, aunque no puede ignorar que está a puertas de un matrimonio con Natalia Rivas (Stephania Borgue), integrante de una familia de alcurnia pero que se ha quedado en la ruina.
Carlos Alberto por su lado se entera de que Laura está esperando un hijo suyo y deseoso de darle un hogar al niño, decide casarse con la joven, lo que provoca que Salomé opte por darle un giro total a su vida y una nueva oportunidad al amor.
Pero ciertos eventos llevan al protagonista a descubrir algunas verdades y a seguir a Salomé hasta la capital con la intención de recuperar su amor. Pero este amor tiene detractores: Laura, quien decide dar la pelea por el amor de Carlos Alberto y Sebastián, que con tal de retener a Salomé, llegará incluso a asesinar a quienes se atraviesen en su camino.

## Elenco

### Principales
- Carolina Acevedo como Salomé Villegas
- Marlon Moreno como Carlos Alberto Castro
- Zharick León como Laura
- Mauro Urquijo como Sebastián Fernández
- Mariangélica Duque como Wendy Jessica / Etelvina
- Estefanía Borge como Natalia Rivas Castillo
- Waldo Urrego como Nepomuceno "Nepo" Fernández
- Paula Peña como Emérita Montenegro
- Alejandro Buenaventura como Andréi Rivas
- Myriam de Lourdes como Lorenza Castillo

### Secundarios
- Andrés Felipe Martínez como Padre Pedro
- Christian Tappan como Juan Pablo
- Juan Sebastián Caicedo como David Rivas
- Katherine Vélez como Maruja / Magnolia
- Angélica Blandón como María Félix
- Astrid Junguito como Rosa
- Oscar Salazar como Gabriel Ramírez "Gary"
- Bernardo Duque como Alejandro
- Johnatan Cabrera como Pocillo
- Carlos Arteaga como Humberto de Jesús
- Santiago Botero como Felipe
- Pilar Uribe como Aura

### Recurrente
- Ana María Arango como Gertrudis †
- Rosa Garavito como Lucrecia